# Krokskäret och Hällören
Krokskäret och Hällören med Videbuskgrund, Högskärsbådan, Klenören och Rönnskären är en ö i Finland. Den ligger i Norra kvarken och i kommunen Malax i landskapet Österbotten, i den västra delen av landet. Ön ligger omkring 41 kilometer väster om Vasa och omkring 390 kilometer nordväst om Helsingfors.
Öns area är 54,7 hektar och dess största längd är 1,7 kilometer i sydöst-nordvästlig riktning.

## Några delöar med egna namn
- Rönnskären 63°03′31″N 20°49′31″Ö / 63.0585°N 20.82521°Ö
- Hällören 63°03′24″N 20°49′24″Ö / 63.05668°N 20.8234°Ö
- Krokskäret 63°03′22″N 20°49′56″Ö / 63.05616°N 20.83214°Ö
- Videbuskgrund 63°03′41″N 20°49′19″Ö / 63.06125°N 20.82193°Ö
- Högskärsbådan 63°03′48″N 20°49′15″Ö / 63.06338°N 20.82074°Ö

## Klimat
Inlandsklimat råder i trakten. Årsmedeltemperaturen i trakten är 3 °C. Den varmaste månaden är september, då medeltemperaturen är 13 °C, och den kallaste är mars, med −6 °C.